# وثائق بنما (باكستان)

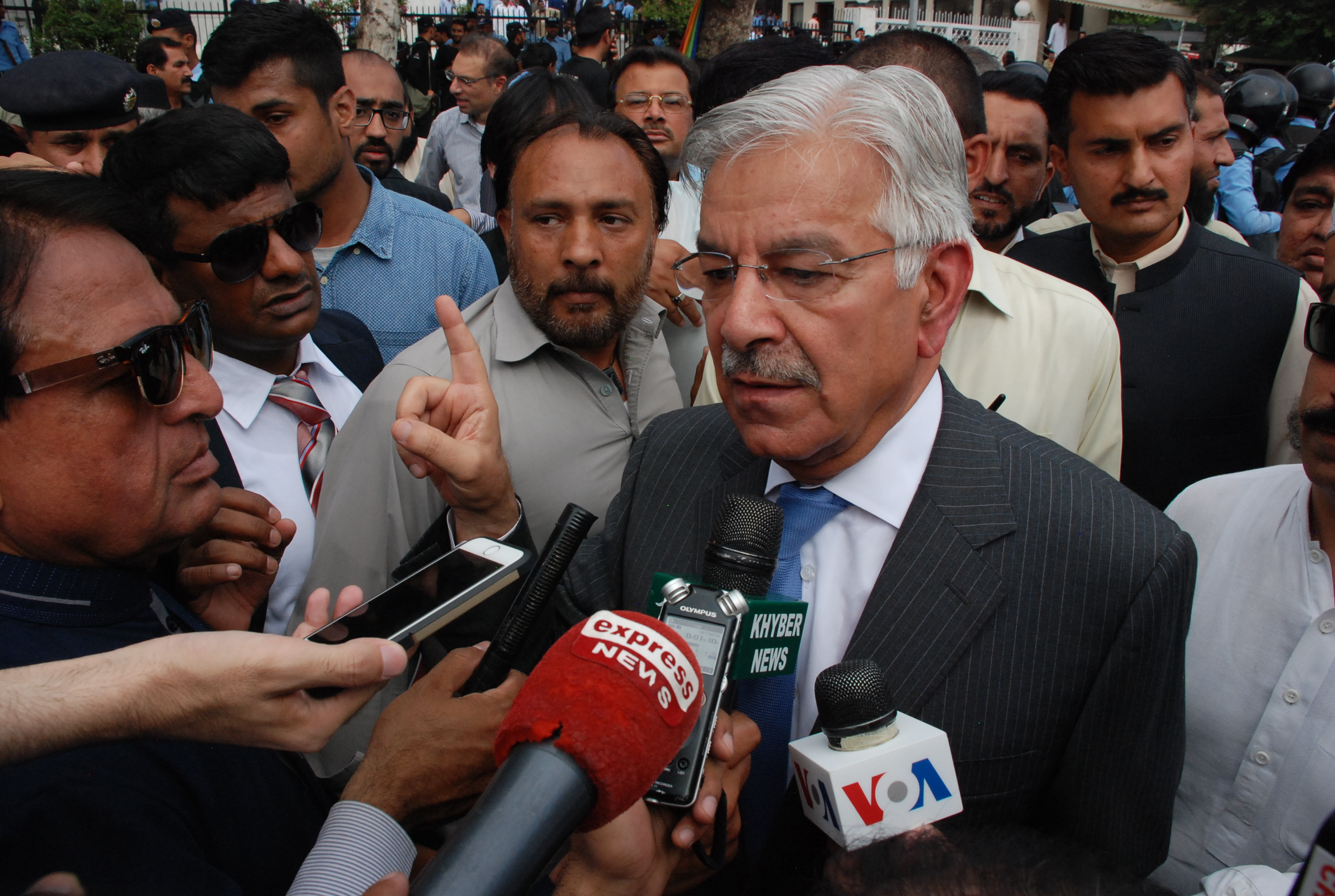
الخواجة محمد آصف يغادر المحكمة العليا بعد صدور الحكم في قضية وثائق بنما 2017

وثائق بنما باكستان (بالأوردو: پاناما دستاویزات مقدمہ پاناما کیس) هي قضية قانونية عرضت أمام المحكمة العليا الباكستانية، فنظرت القضية في الفترة بين 1 نوفمبر 2016 و 23 فبراير 2017. أحال القضية إلى المحكمة زعيم حركة الإنصاف الباكستانية عمران خان الذي زعم أن هناك شبهة غسيل أموال وفساد وبيانات متناقضة أدلى بها نواز شريف رئيس الوزراء الباكستاني آنذاك، بعد تسريب وثائق بنما، والتي كشفت روابط بين عائلة شريف وثماني شركات في الخارج.
احتفظت المحكمة بحكمها في 23 فبراير 2017، ووصفت القضية بأنها الأكثر شهرة في تاريخ باكستان، وكذلك وصفت القضية بأنها «لحظة حاسمة للبلاد». في 20 أبريل 2017 أعلنت المحكمة تشكيل فريق تحقيق مشترك للتحقيق في تورط عائلة نواز شريف في الفساد كما هو موضح في تسربات بنما.
وفي 28 يوليو 2017 ووفقًا لنتائج التحقيق، رفضت المحكمة العليا في باكستان استمرار رئيس الوزراء نواز شريف في منصبه رئيسًا لوزراء باكستان، في حكم صدر بالإجماع.

## التاريخ
في العام 2015 سُربت وثائق سرية يصل عددها إلى 11.5 مليون وثيقة لشركة «موساك فونسيكا» للخدمات القانونية في بنما. حصلت على هذه الوثائق صحيفة «زود دويتشي تسايتونج» الألمانية من مصدر مجهول، وشارك معها أكثر من 100 مؤسسة صحافية في عمل صحافي استقصائي، تتضمن معلومات الوثائق أكثر من 214 ألف شركة خارجية، لها صلة بأشخاص في أكثر من 200 بلداً وإقليماً، وتكشف عن تورط 143 سياسيا بأعمال غير قانونية مثل التهرب الضريبي، وغسيل أموال عبر شركات عابرة للحدود، بينهم 12 من قادة العالم الحاليين والسابقين، من بينهم نواز شريف وعائلته.
أشارت المعلومات التي كشفتها الوثائق، إلى تورط ثلاثة من أبناء شريف الأربعة وهم: ابنته ووريثته السياسية المحتملة مريم، وابناه حسن وحسين، شكل فريق للتحقيق من مدنيين وعسكريين وتبين له أن هناك تفاوتا كبيرا بين مدخول أسرة شريف وأسلوب حياتها.

## الحكم النهائي
عقب أسبوع من تقديم تقرير اللجنة المشتركة إلى المحكمة العليا الباكستانية في 10 يوليو 2017، بدأت المحكمة العليا في الاستماع إلى الحجج المقدمة من مقدمي الالتماسات والمجيبين . وفي 21 يوليو 2017 اختتمت المحكمة جلسات الاستماع واحتفظت بحكمها. في 28 يوليو 2017 أعلنت المحكمة قرارها باستبعاد رئيس الوزراء نواز شريف من شغل أي منصب عام في البلاد، لأنه كان غير شريف في عدم الكشف عن عمله في شركة كابيتال فز ومقرها دبي في أوراق ترشيحه. أمرت المحكمة أيضا مكتب المساءلة الوطني بتقديم إشارة ضد شريف وعائلته ووزير المالية السابق إسحاق دار ضد تهم الفساد.

### استقالة شريف
بعد صدور حكم المحكمة العليا الباكستانية، أقيل نواز شريف من منصب رئيس الوزراء، ومن منصب رئيس المجلس الوطني الباكستاني. كما أضيف إلى قائمة مراقبة الخروج لمنعه من مغادرة البلاد. وقد أمرت المحكمة بتوجيه التحقيق في تهم الفساد ضد أبناء شريف الثلاثة.